# Antímaco II
Antímaco II Nikephoros (en griego antiguo: Ἀντίμαχος Β΄ ὁ Νικηφόρος; el epíteto significa "el Victorioso") fue un rey Indogriego Gobernó en un vasto territorio, del Hindú Kush al Punjab alrededor 170 a. C. Fue, casi con certeza el hijo epónimo de Antímaco I, lo que se sabe por un recibo de impuesto preservado. Bopearachchi dató a Antímaco II en 160–155 a. C. basándose en la numismática, pero luego cambió a 174–165 a. C. cuando se reveló el documento del recibo, para sincronizar su reinado con aquel de Antímaco I. R. C. Sénior no ha datado a Antímaco II pero cree que sus monedas eran posiblemente emisiones indias de Antímaco I, a pesar de sus diferentes epítetos y tipos de moneda.
En ambas reconstrucciones de Boperachchi, Antímaco II fue sucedido por Menandro I, quien heredó tres de sus cuatro monogramas. Antímaco II probablemente luchó con el rey bactriano Eucrátides I, quien había destronado a su padre en Bactria.

## Monedas de Antímaco II

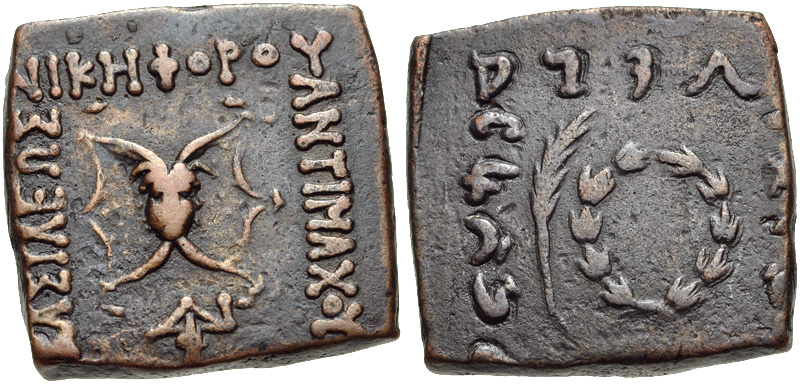
Moneda de Antímaco II Nikephoros con Górgona y corona de la victoria.

Igual que su predecesor o contemporáneo Apolodoto I, Antímaco II no imprimió su retrato en las monedas, probablemente porque no era costumbre en la India. Los primeros reyes tampoco acuñaron tetradracmas. Antímaco II emitió un gran número de dracmas bilingües, con el mismo modelo indio más ligero, como Apolodoto I, aunque de forma redonda. En el anverso está la Niké , y en el reverso un rey a caballo.
También acuñó bronces bilingües emitidos con la Égida, corona triunfal y palma. Ambos, y la diosa Niké parecen aludir a su epíteto "el Victorioso".